# NGC 2127
NGC 2127 is een open sterrenhoop in het sterrenbeeld Goudvis. Het hemelobject werd in 1834 ontdekt door de Britse astronoom John Herschel.

## Synoniemen
- ESO 57-SC45